# Abdulrajik Abubakar Janjalani
Abdurajak Abubakar Janjalani (1959 - 18 de diciembre de 1998) nació en la isla filipina de Basilan de una familia de musulmanes y cristianos.
Janjalani fue recordado sobre todo como el principal fundador y líder de la organización separatista Abu Sayyaf hasta su muerte en 1998 por la policía filipina. A su muerte su hermano, Khadaffy Janjalani, tomó el control de la organización. Janjalani, un exmaestro, estudió teología y árabe en Libia, Siria y Arabia Saudita durante la década de 1980.
Cuando regresó a las Filipinas en 1990 Janjalani fue capaz de atraer a muchos jóvenes musulmanes a unirse a su organización. Janjalani también fue supuestamente financiado con $ 6 millones de Osama Bin Laden para establecer la organización como una rama del Frente Moro de Liberación Nacional (FMLN). Janjalani supuestamente había conocido a Bin Laden en Afganistán a finales de 1980 y, al parecer luchado junto a él contra la Unión Soviética durante la invasión soviética de Afganistán. En el momento de su muerte, él era el hombre más buscado del país, con una recompensa de 1,5 millones de pesos por su cabeza.
- Datos: Q25409824